# 谷川ニコ
谷川 ニコ（たにがわ ニコ）は、日本の漫画家。ネーム（原作）担当の谷川イッコ（男性）と作画担当の男女の2人組である。

## 作品リスト

### 漫画作品

#### 連載
- ちょく!（『ガンガンONLINE』2008年11月13日 - 2010年12月9日）
- 私がモテないのはどう考えてもお前らが悪い!（『ガンガンONLINE』2011年8月4日 - 連載中）
  - 私の友達がモテないのはどう考えてもお前らが悪い！（『月刊ガンガンJOKER』2013年2月号 - 2015年8月号）
- ナンバーガール（『月刊コミック電撃大王』2010年8月号 - 2014年10月号、『電撃大王ジェネシス』2011年Vol.3 - Vol.5、『コミック電撃だいおうじ』Vol.1 - Vol.28）
- ライト姉妹 〜ヒキコモリの妹を小卒で小説家にする姉と無職の姉に小卒で小説家にされるヒキコモリの妹〜（『コミック電撃だいおうじ』Vol.32[3] - Vol.58[4][5]）
- クズとメガネと文学少女（偽）（『最前線』2017年2月14日[6] - 2018年5月30日[7]）
- 海浜秀学院のシロイハル（『マンガワン』『裏サンデー』2020年8月26日[8] - 2020年11月25日）

#### 読み切り
- 真っ白に輝く原稿（『ガンガンパワード』2008年8月号）
- チョバSHOW おかわりっ！！（『月刊少年ガンガン』2008年9月号、12月号）
- 同居王子 オウジのオタク（『月刊少年ガンガン』2008年9月号、『コミックアンソロジー 王子。』に収録）
- 描けぬけろ青春!（『月刊少年ガンガン』2009年3月号、『ちょく！』第2巻に収録）
- 真っ白に輝く原稿（『月刊ガンガンJOKER』2011年11月号、作画：あいえ実）  - 原作担当。
- 霧江さんと夕の空（原作：めいびい、『黄昏乙女×アムネジア×アンソロジー』2012年） - 『黄昏乙女×アムネジア』のアンソロジー寄稿作品。
- 放課後からはいつもの感じで（『月刊ガンガンJOKER』2016年5月号）

### 小説
- 夏休みのとある一日（『私がモテないのはどう考えてもお前らが悪い！ 小説アンソロジー』収録、2019年11月18日発売）
- 朝の目撃者／昼休みの探偵（『私がモテないのはどう考えてもお前らが悪い！ ミステリー小説アンソロジー』収録、2021年8月6日発売）

### 書籍
- 『ちょく!』、スクウェア・エニックス〈ガンガンコミックスONLINE〉2009年 - 2011年、全4巻
- 『私がモテないのはどう考えてもお前らが悪い!』、スクウェア・エニックス〈ガンガンコミックスONLINE〉2012年 - 、既刊27巻（2025年7月11日現在）
- 『私の友達がモテないのはどう考えてもお前らが悪い！』、スクウェア・エニックス〈ガンガンコミックスONLINE〉2015年、全1巻
- 『ナンバーガール』、KADOKAWA（旧アスキー・メディアワークス）〈電撃コミックスNEXT〉、全3巻
- 『ライト姉妹 〜ヒキコモリの妹を小卒で小説家にする姉と無職の姉に小卒で小説家にされるヒキコモリの妹〜』、KADOKAWA〈電撃コミックスNEXT〉2017年 - 2018年、全2巻
- 『クズとメガネと文学少女（偽）』、星海社〈星海社COMICS〉2017年 - 2018年、全2巻
- 『海浜秀学院のシロイハル』、小学館〈マンガワンコミックス〉2021年、全1巻、電子書籍のみ